# Marguerita d’Oingt
Marguerita d’Oingt († 11. Februar 1310) war eine französische Ordensfrau, Mystikerin und Schriftstellerin auf Lateinisch und Frankoprovenzalisch.

## Leben und Werk
Marguerita d'Oingt stammte aus der Familie der seit dem 11. Jahrhundert erwähnten Herren von Oingt, eines Dorfes in der heutigen Gemeinde Val d’Oingt im Beaujolais, etwa zwanzig Kilometer nordwestlich von Lyon. Ihr Vater war Guichard d’Oingt, wie aus dessen Testament vom Jahr 1297 hervorgeht, das eine Vergabung an seine Tochter enthält, und ihre Mutter hieß ebenfalls Marguerita. Ihre fünf Geschwister waren Guichard, Louis, Catherine, Agnes und Isabelle. An den Innenwänden der ehemaligen Burgkapelle von Oingt, der heutigen Pfarrkirche der Ortschaft, sind Porträtskulpturen des 13. Jahrhunderts erhalten, die diesen Personen zugeschrieben werden; somit dürfte eines der seltenen Bildnisse die Nonne und Autorin Marguerita d'Oingt darstellen.
Das Geburtsdatum Margueritas ist nicht bekannt. Sie trat dem Kartäuserorden bei und wurde 1288 als vierte Priorin der 1238 gegründeten Kartause Poleteins eingesetzt, die auf dem Gebiet der Gemeinde Mionnay (Département Ain, nordöstlich von Lyon) bis im 17. Jahrhundert bestand. Nach ihrem Tod am 11. Februar 1310 genoss Marguerita d'Oingt in der Region des Beaujolais bis zum Ende des Ancien Règime eine hohe Verehrung.
In den 1280er Jahren entstanden die ersten Schriften von Marguerita d'Oingt. Sie zählt zusammen mit Marie de France (1160–1210) und Christine de Pisan (1364–1430) zu den frühesten heute bekannten Schriftstellerinnen Frankreichs. Als gebildete Ordensfrau verfasste sie 1286 eine lateinische Andachtsschrift mit der Überschrift Pagina meditationum.
Ihre beiden umfangreichen Werke Li Via seiti Biatrix, virgina de Ornaciu und Speculum sind literatur- und sprachgeschichtlich von großer Bedeutung, stellen sie doch die ältesten bekannten Texte der frankoprovenzalischen Literatur dar. Ersteres ist eine hagiographische Lebensbeschreibung der Kartäuserin Béatrice d'Ornacieux, und der Speculum, zu Deutsch «Spiegel», gehört zu der im Mittelalter verbreiteten literarischen Textgattung der Lehrdichtung. Das Generalkapitel des Kartäuserordens genehmigte die mystischen Texte der Priorin von Poleteins als mit den Ordensgrundsätzen übereinstimmende Schriften.